# Paulsen 1103
La Paulsen 1103, abrégé en 1103 P, est un hybride créé pour servir de porte-greffe à la vigne.

## Origine
C'est un porte-greffe créé en Sicile par Federico Paulsen. C'est une hybridation de Vitis berlandieri et Vitis rupestris. (Berlandieri resseguier n°2 x Rupestris du Lot,)
Sept clones ont été agréés en France.

## Caractères ampélographiques
Le bourgeonnement est à demi ouvert et peu poilu. Les jeunes feuilles sont vert tendre à reflets bronzés.
Le rameau herbacé est dressé en forme de touffe. Les entre-nœuds sont côtelés, rouges sur la face exposée au soleil, verts sur l'autre. Les vrilles sont longues.
Les feuilles adultes sont petites à moyennes, larges et réniformes, entières, involutées et ondulées. Le limbe est bordé de dents courtes à moyennes, limité par les nervures autour du point pétiolaire ouvert. La face inférieure est glabre ou portant de rares poils.
Les inflorescences sont des fleurs mâles donc stériles. Il n'y a donc pas de production de raisin.

## Aptitudes

### Adaptation au terroir
Sa tolérance au calcaire atteint 30 % de calcaire total et 17 % de calcaire actif pour un indice de pouvoir chlorosant de 30. 
C'est le porte-greffe le plus résistant à la sécheresse et à la salinité du sol. Il supporte également de courtes périodes d'humidité au printemps et apprécie les terrains lourds. Sa capacité d'assimilation du magnésium est bonne et il affectionne les terrains acides.
Sa tolérance aux maladies cryptogamiques du sol permettent de planter de la vigne dans un terrain qui en a porté, sans vide sanitaire ni désinfection.

### Aptitude au greffage
Il est très vigoureux et doit donc être réservé aux conditions limitantes (sècheresse) pour produire une bonne qualité. En outre, sa vigueur favorise la sortie de repousses au collet. Quelques problèmes d'affinité avec le tempranillo limite cet assemblage. 
La production de bois est limitée par un pourcentage relativement élevé de rameaux brisés ou tordus. Le débouturrage est fastidieux à cause des longues vrilles. La reprise au bouturrage est moyenne mais celle au greffage est bonne.

## Sources